# Quadraceps coenocoryphae
Quadraceps coenocoryphae är en insektsart som beskrevs av Günter Timmermann 1955. Quadraceps coenocoryphae ingår i släktet Quadraceps och familjen fjäderlöss. Inga underarter finns listade i Catalogue of Life.